# Tropidion igneicolle
Tropidion igneicolle là một loài bọ cánh cứng trong họ Cerambycidae.